# The Pink Pajama Girl
The Pink Pajama Girl è un cortometraggio muto del 1912. Il nome del regista non viene riportato nei credit del film, una commedia romantica che ha come interpreti Zena Keefe, Julia Swayne Gordon, James Morrison e Lillian Walker.

## Trama
La giovane Cecile Wentworth, che soggiorna insieme alla madre in uno degli alberghi più alla moda della città, è fidanzata con James Davidson. Insieme al fidanzato, si prepara a recarsi a teatro, quando viene avvertita all'ultimo momento che James è stato trattenuto per ragioni di lavoro. Indispettita, la ragazza si rifiuta di andare a teatro con sua madre, preferendo restare in albergo da sola. In camera, già in pigiama pronta per andare a letto, scrive un biglietto indirizzato al fidanzato, dove si lamenta per il suo comportamento. Poi esce dalla stanza, imbuca la lettera e torna indietro. Trova però la porta chiusa. Non sapendo che fare, imbarazzata per trovarsi nei corridoi in pigiama, si infila addosso un cappotto che prende da una stanza che trova aperta. Il proprietario del cappotto la insegue mentre lei cerca riparo negli uffici dell'albergo. Qui, incontra James, venuto a portarle un mazzo di rose per scusarsi con lei. I due hanno una spiegazione: lei restituisce il cappotto trafugato, James le presta il suo e la signora Wentworth, di ritorno da teatro, sorprende la figlia in pigiama tra le braccia del fidanzato. Cecile comincia a raccontare le sue avventure, spiegando quello che le è successo e provocando l'ilarità di tutti gli ospiti dell'albergo presenti.

## Produzione
Il film fu prodotto dalla Vitagraph Company of America.

## Distribuzione
Distribuito dalla General Film Company, il film - un cortometraggio in una bobina - uscì nelle sale cinematografiche statunitensi il 26 aprile 1912. Nel Regno Unito, venne distribuito il 20 luglio 1912 in una versione ridotta di 210 metri.